# Dipterocarpus lowii
Dipterocarpus lowii är en tvåhjärtbladig växtart som beskrevs av Hook. f. Dipterocarpus lowii ingår i släktet Dipterocarpus och familjen Dipterocarpaceae. Inga underarter finns listade i Catalogue of Life.